# Sadovi (Tantsura-Kramarenko)
Sadovi - Садовый (rus) - és un khútor del krai de Krasnodar, a Rússia. És a la riba del riu Kirpili, a 10 km al sud de Timaixovsk i a 53 km al nord de Krasnodar. Pertany al municipi de Tantsura-Kramarenko.

## Història
A la part meridional de l'actual khútor Nikolai Semikobilin hi fundà l'starxinà, resident a Medvédovskaia, el 1870, un mas per conrear les seves terres. Prop d'allà es trobava el mas del coronel Zota Belogo, la vídua del qual va vendre les terres a emigrants de Podmoskóvie, que el 1898 fundaren el khútor de Màrina Rosxa. El sótnik Fedot Beli i el iessaül Kravtxenko varen vendre les seves terres al burgès de Novorossiïsk, Fessenko, qui va construir el khútor. El 1929 s'organitzà el kolkhoz Ptxelka, que el 1937 va ser reanomenat a Voroixílov. Aquestes tres poblacions s'uniren el 1937 en un sol khútor anomenat Voroixílov, que el 1958 va canviar el nom per l'actual Sadovi.